# Romagnol

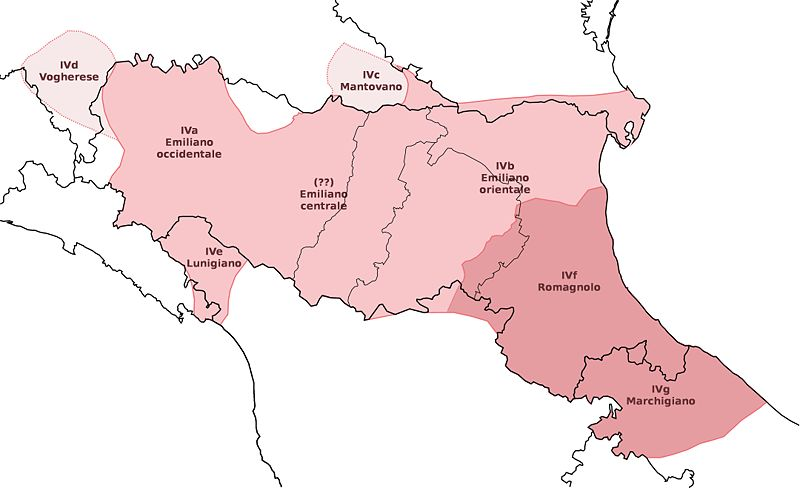
Verbreitungsgebiet des Romagnolischen (dunkelrot, Bereich IVf) in der Region Emilia-Romagna

Das Romagnolische ist ein Dialekt, der in der Romagna und in San Marino gesprochen wird. Die westliche Grenze zum emilianischen Dialekt ist der Sillaro, die nördliche zum ferraresischen mehr oder weniger der Reno, während nach Süden im Apennin fließende Übergänge zum toskanischen existieren. Das Romagnolische bildet den Übergang zwischen dem Galloromanischen und den mittel- und süditalienischen Dialekten. Heute gehen die Dialekte zunehmend zugunsten des Standard-Italienischen zurück, viele Einwohner der Romagna sprechen aber noch ein Kontinuum Romagnol und Standard-Italienisch. Die ersten linguistischen Studien über den romagnolischen Dialekt wurden Ende des 19. Jahrhunderts durchgeführt. 1910 beschäftigte sich der österreichische Sprachforscher Friedrich Schürr (1888–1980) mit dem Romagnolischen.
In dem französischen Ort Hussigny-Godbrange, der Ende des 19. Jahrhunderts ein Zentrum italienischer Einwanderung in Lothringen war, wurde noch bis Ende der 1950er Jahre Romagnolisch gesprochen.

## Phonetik

### Die Vokale
Die Vielzahl der Vokale im Romagnolischen ist, weil bedeutungsunterscheidend, sehr wichtig:
- a – offen
- à – noch offener
- â – gefolgt von n, m, gn: nasal, teilweise geschlossen
- e – geschlossen
- ë – sehr offen, in manchen Gegenden Tendenz zu ä
- è – offen
- ê – geschlossen
- é – geschlossen, gelängt
- é – gefolgt von stummen n: geschlossenes e
- i – schwach, geschlossen
- ì – gleicher Laut, aber betont
- ì – gefolgt von stummem n: geschlossenes i
- o – geschlossen
- ò – offen
- ö – halboffen
- ô – geschlossen
- ô – gefolgt von gesprochenem n; sehr geschlossen
- u – kurz und schwach
- ù – ebenso, betont

#### Das 'a'
Das im Lateinischen betonte a bleibt im florentinischen Dialekt und daher im Italienischen unverändert: z. B. FACTU 'fatto' (gemacht) – PATRE 'padre' (Vater) – LACU 'lago' (See).
Im Romagnolischen ist die Lage ein wenig komplizierter, weil es darauf ankommt, ob sich das betonte a in einer offenen oder einer geschlossenen Silbe befindet.
Betrachten wir folgende drei Beispiele, in denen sich das betonte a im Romagnolischen verschieden entwickelt:
|    | Latein | Romagnolisch | Italienisch |
| 1) | CARRU  | car          | carro       |
| 2) | CARU   | chêr         | caro        |
| 3) | CAMPU  | câmp         | campo       |

Die Differenz zwischen 1) und 2) machen die folgenden Konsonanten. In 1) handelt es sich durch das Doppel-R um eine geschlossene, in 2) durch das einfache R um eine offene Silbe. Im ersten Fall bleibt das a unverändert, im zweiten wird es zu ê, das heißt zu einem geschlossenen, gedehnten e. Im Fall 3) findet eine Nasalierung statt, die es im Italienischen nicht gibt.

#### Das kurze 'e'
Das kurze 'e' und der Diphthong 'ae' im Lateinischen blieb im Italienischen in geschlossener Silbe unverändert, in offener Silbe wurde es zum 'ie'.
Beispiele: PEDE 'piede'; BELLU 'bello'.
Im Romagnolischen gilt das nicht immer. Normalerweise wird das kurze 'e' zum é (geschlossenes e) oder zum i.
Silbe offen
|    | Latein | Italienisch | Romagnolisch |
| 1) | PEDE   | piede       | pî           |
| 2) | DECE   | dieci       | dis          |

Silbe geschlossen
|    | Latein | Italienisch | Romagnolisch |
| 3) | MEL    | miele       | mél          |
| 4) | CAELU  | cielo       | zîl          |

Vor einem Nasal bleibt das kurze 'e' erhalten und wird nasaliert.
z. B.: GENTE – zent; VENTU vent; VENIO a vegn.

#### Das lange 'e'
Das lange 'e' und der Diphthong 'oe' im Lateinischen werden im Italienischen zum geschlossenen e (é).
Beispiele: RETE 'rete'; PILU 'pelo'.
Im Romagnol, bleibt das lange 'e' in offener Silbe normalerweise erhalten.
Nach einem Palatal wird es oft zum 'i'.
|    | Latein | Romagnolisch | Italienisch |
| 1) | CERA   | zira         | (cera)      |
| 2) | CICER  | zis          | (cece)      |
| 3) | PLICA  | pjiga        | (piega)     |

In geschlossener Silbe öffnet sich das é zum è.
|    | Latein | Romagnolisch | Italienisch                             |
| 1) | TEGULA | tègia        | (teglia di terracotta = Terrakottaform) |
| 2) | BESTIA | bèssa        | (biscia)                                |
| 3) | SICCU  | sèch         | (secco)                                 |

#### Das 'i'
Im Italienischen bleibt das betonte lateinische i normalerweise unverändert.
Das gilt auf für das in offener Silbe.
In geschlossener Silbe wird es zum offenen 'e':
|    | Latein | Romagnolisch | Italienisch |
| 1) | GRILLU | grèll        | (grillo)    |
| 2) | MILLE  | mèll         | (mille)     |
| 3) | FRICTU | frètt        | (fritto)    |

Vor einem Nasal wird das 'i' zu einem nasalen 'e'.
Beispiele: VINU ven; PRIMU premm

#### Der Halbvokal 'j'
Das J stammt aus dem griechischen Alphabet, im Italienischen ist es im Laufe der Zeit durch das i ersetzt worden; im Romagnolischen hingegen wird es in folgenden Zusammenhängen verwendet:
- als Halbkonsonant vor einem Vokal am Wortanfang wie in Jómla (Imola)
- zwischen zwei Vokalen wie in fôja (foglia); so war es auch noch im Italienischen lange üblich
- Am Wortende nach einem Vokal z. B. moj (moglie = Frau)
- Als männlicher bestimmter Pluralartikel z. B. j'óman (gli uomini = die Männer)
- als männliches Personalpronomen für die dritte Person Plural z. B. j'arcörda i témp pasé (ricordano i tempi passati = sie erinnern sich an vergangene Zeiten)
- als Adverb oder Demonstrativpronomen ci vi oder ve.
- Als Verkürzung des Imperativs mit Pronomen -jal und -jan z. B. Dàjal ' (Daglielo = gib es ihm)
- Als synthetische Pronomialform. A j'e' faró savé (Glielo farò sapere = ich werde es ihn wissen lassen)

#### Das kurze 'o'
Das kurze lateinische 'o' wird im Italienischen in der Regel zum Diphthong uo.
Beispiele: NOVU 'nuovo'; FOCU 'fuoco'; SCHOLA 'scuola'.
Im Romagnolischen wird das 'o' in offener Silbe zum Diphthong ô, der aus einem geschlossenen o und einem undeutlichen a besteht.
Beispiele: NOVU nôv; COR côr, HORTU ôrt.
Eine Ausnahme bilden die Wörter, die in –OCU enden. Hier wird das ô zum u.
Beispiele: FOCU fugh, JOCU zugh; COCU cugh.

#### Das lange 'o' und das kurze 'u'
Im Italienischen wurden beide zum geschlossenen o.
Beispiele: CODA coda; VOCE voce; CRUCE croce; BUCCA bocca.
In offener Silbe gilt das auch für das Romagnol.
Beispiele: VOCE vos; SOLE sol; CRUCE cros.
In geschlossener Silbe öffnet sich das ó zum ò.
Beispiele: CRUSTA gròsta; LUCTA lòta; BUCCA bòca.
Vor einem Nasal werden das o und das kurze u zu einem o oder werden nasaliert.
Beispiele: PLUMBU piomb; UMBRA ombra.

#### Das lange 'u'
Im Italienischen bleibt das lange u immer unverändert.
Beispiele: UVA uva; LUMEN lume; IUNCU giunco.
Im Romagnolischen bleibt das lange u nur in offener Silbe erhalten.
Beispiele: MULU mul; CRUDU crud; LUCE lus.
In geschlossener Silbe wird das u zum o.
Beispiele: FRUCTU frott; EXSUCTU sott (asciutto); USTIU oss (uscio); PULICE polsa.
Auch vor einem Nasalkonsonanten öffnet sich das u zum o:
LUNA lona; FUMU fom; UNU on.
Am Wortende verkürzt sich das u und wird zum ó:
ILLU ó; PLUS pió.

### Die Konsonanten
- c – hart (k)
- c + a,o,u – wie im Italienischen (k)
- c + e,i – wie im Italienischen (tsch)
- cc – wie letzteres am Wortende (tsch)
- ch + e,i – wie im Italienischen (k)
- g – hart
- g + a,o,u – wie im Italienischen (g)
- g + e,i – wie im Italienischen (dsch)
- gg – wie letzteres am Wortende (dsch)
- gh + e,i – wie im Italienischen (g)
- gl + i – wie im Italienischen (lj)
- g-li – getrennt
- gn – wie im Italienischen (nj)
- h – stumm in ch und gh
- m – stumm in nasalen Endungen
- n – stumm in nasalen Endungen
- r – stumm in Infinitivendungen, wenn kein Vokal folgt
- s – stimmlos
- ş – stimmhaft
- sc – wie im Italienischen
- s-c – stimmloses s und tsch
- z – stimmlos
- ź – stimmhaft

### Einsilbigkeit
Unter langobardischem oder fränkischen Einfluss nahm der Betonungsakzent zu, wodurch unbetonte Silben (außer mit Vokal a) verschwanden. So können auch drei- und viersilbige Wörter einsilbig werden, z. B.:
- Lat. GENUCULU- wird ZNÒC (it. ginocchio = Knie)
- Lat. OCULU- wird ÒC (it. occhio = Auge)
- Lat. FRIGIDU- wird FRÉDD (it. freddo = kalt)

## Grammatik

### Der bestimmte Artikel
|          | vor Konsonant | vor Konsonant | vor Vokal | vor Vokal |
| männlich | weiblich      | männlich      | weiblich  |           |
| Singular | e'            | la            | l'        | l'        |
| Plural   | i             | al            | j         | àgli      |

Es gibt im Unterschied zum Italienischen keine besonderen Artikel für Wörter, die mit 'z' und dem 's impura' beginnen.

### Substantive
Männliche Substantive enden in der Regel auf Konsonant, Weibliche auf -a. Die Mehrzahl ist bei männlichen Substantiven unverändert, nur a, e und betontes o erfahren einen Ablaut. Bei Weiblichen fällt die Endung -a weg oder wird zu -i um Verwechslungen mit dem männlichen Wort zu vermeiden, z. B.: amiga amighi (Freundin).

### Adjektive
Für die meisten Adjektive gelten die gleichen Regeln wie für die "normalen" Substantive, d. h. die männlichen sind unveränderlich, die weiblichen enden auf -a/-i.

### Von Adjektiven abgeleitete Adverbien
| Regelmäßig                    | Unregelmäßig                                              |
| -ment (finalment, sicurament) | ben (gut), mèj (besser), mel (schlecht), pèz (schlechter) |

### Verben
|                 | I. Konjug. | II. Konjug. | III. Konjug. |
| --------------- | ---------- | ----------- | ------------ |
| Infinitiv Präs. | passê      | nèssar      | finì         |
| Partizip Präs.  | passend    | nassend     | fnend        |
| Partizip Pass.  | passé -da  | né(d)       | fnì –da      |

Regeln:
- Für den Indikativ Präsens

| pess (ohne Endung: Die Wurzel des Verbs)          |
| pessat (‘t’ als Endung zur Unterscheidung)        |
| passa                                             |
| passèn (-en)                                      |
| passiv (-iv)                                      |
| passa (wie 3. Pers. Sg. Das gilt für alle Zeiten) |

- Beim Part. Pass. gibt es viele zusammengezogene Formen:
  - scort (parlato = gesprochen);
  - scäp (andato via in fretta = entflohen)
  - smengh (dimenticato = vergessen). Hier wird ein ‘a’ beim weiblichen Sg. und ‘edi’ beim weiblichen Pl. angehängt.